# Giudecca di Crotone
La Giudecca di Crotone (in passato nota come Judéca) fu l'antico quartiere ebraico posto all'interno del centro storico di Crotone, comune italiano dell'omonima provincia in Calabria. Stando a quanto riportato nel documento Cedula subventionis in Iustitiariatu Vallis Grati et Terre Iordane del 1276, risultò essere una delle comunità ebraiche più antiche e numerose della Calabria.
Era presente anche una sinagoga all'interno della stessa, di cui però non se ne seppe mai l'esatta locazione. Presenti in città sin dal periodo angioino e aragonese, non si ebbero più notizie di insediamenti ebrei nel capoluogo dai primi anni del '700.
All'interno dell'ex quartiere ebraico vi si trova la chiesa di Santa Maria Prothospataris, edificata agli inizi del XVI secolo.

## Storia
La storia della comunità ebraica di Crotone durante il Medioevo e il Rinascimento è ricca e complessa, evidenziando il loro significativo contributo allo sviluppo urbano, economico e culturale della città: i documenti storici, tra cui la Cedula subventionis del 1276, rivelano come la comunità ebraica fosse soggetta a tassazioni significative rispetto ad altre città, indicando non solo la loro presenza ma anche la loro importanza economica.
Nel corso del Trecento, sotto l'occupazione angioina, vi fu la presenza di una sinagoga che nel 1324 ricevette l'autorizzazione a essere restaurata, a patto che ne fosse preservata la forma originale; un evento che sottolineò la presenza strutturata e riconosciuta della comunità ebraica all'interno del tessuto urbano locale.
Il XV secolo fu un periodo di prosperità per gli ebrei crotonesi, così come per quelli delle altre città del Marchesato. I privilegi concessi al vescovo di Crotone Crucheto nel 1445 da Alfonso V d'Aragona, che includevano la giurisdizione su casi civili che coinvolgevano ebrei, riflettono un'interazione complessa tra le autorità ecclesiastiche, la monarchia e la comunità ebraica.
Nel tardo Quattrocento gli ebrei giocarono un ruolo cruciale nei lavori di fortificazione della città, sia come fornitori di materiali sia come lavoratori diretti. Questo periodo vide una partecipazione attiva della comunità ebraica nella vita economica e nelle imprese di costruzione, dimostrando la loro integrazione e il contributo al benessere e alla sicurezza della città.
All'inizio del XVI secolo la comunità ebraica rappresentava circa l'ottava parte della popolazione di Crotone, evidenziando la sua consistenza numerica e la sua rilevanza economica nonostante le persecuzioni e i bandi di espulsione dei secoli successivi; molti ebrei rimasero in città, convertendosi al cristianesimo o vivendo in modo discreto, conservando una presenza significativa fino alla fine del Seicento.
La giudecca di Crotone, situato vicino alla cattedrale e diviso tra le parrocchie di Santa Maria Prothospataris e San Pietro, rappresentò un elemento chiave per comprendere la geografia sociale e urbana crotonese in quiei secoli: gli atti notarili del Seicento fino al Settecento documentano la progressiva trasformazione di questo spazio, con il passaggio di proprietà da famiglie ebraiche a cristiane, riflettendo le dinamiche di cambiamento demografico e urbanistico.